# Petrorossia loginovae
Petrorossia loginovae är en tvåvingeart som beskrevs av Zaitzev 1974. Petrorossia loginovae ingår i släktet Petrorossia och familjen svävflugor. Inga underarter finns listade i Catalogue of Life.